# Austrozele calvatus
Austrozele calvatus är en stekelart som beskrevs av Van Achterberg 1993. Austrozele calvatus ingår i släktet Austrozele och familjen bracksteklar. Inga underarter finns listade.